# Рафт Ајланд (Вашингтон)
Рафт Ајланд (енгл. Raft Island) насељено је место без административног статуса у америчкој савезној држави Вашингтон.

## Демографија
По попису из 2010. године број становника је 459.
| Група             | 2000.    | 2010.       |
| Белци             | 0 (0,0%) | 422 (91,9%) |
| Афроамериканци    | 0 (0,0%) | 5 (1,1%)    |
| Азијати           | 0 (0,0%) | 12 (2,6%)   |
| Хиспаноамериканци | 0 (0,0%) | 8 (1,7%)    |
| Укупно            | 0        | 459         |